# پژو ۵۰۵
پژو ۵۰۵ ( به انگلیسی : PEUGEOT 505) یک خودرو تولید شده در کلاس سدان سایز متوسط است که توسط پژو در سال ۱۹۷۹ عرضه شده است.این خودرو جانشین پژو ۵۰۴ است و پژو ۴۰۵ نیز جانشین این خودرو شد.

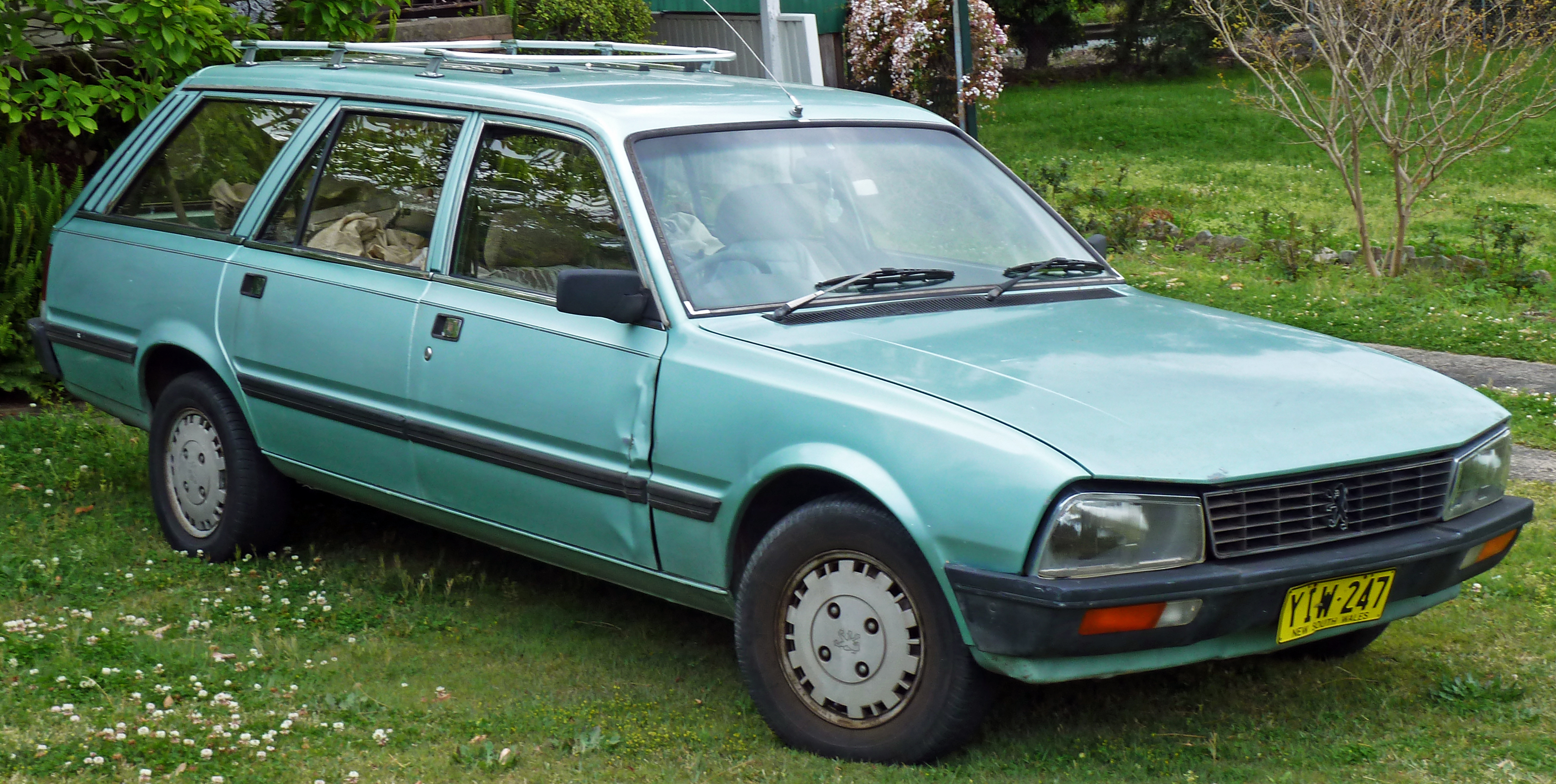

پژو ۵۰۵ (به انگلیسی: Peugeot 505) خودرویی است که از سال ۱۹۷۹ تا ۱۹۹۳ در اروپا، از سال ۱۹۸۱ تا ۱۹۹۵ درآرژانتین، از سال ۱۹۹۰ تا ۱۹۹۷ در جمهوری خلق چین، از سال ۱۹۸۱ تا ۱۹۸۷ در اندونزی و از سال ۱۹۸۱ تا ۱۹۹۱ در تایوان تولید شده‌است. طراحی آن خودروهای موتور جلو-محور عقب بوده طول آن در حالت طبیعی ۴٬۵۷۹ میلیمتر (۱۸۰ اینچ) و عرض آن در حالت طبیعی ۱٬۷۳۷ میلیمتر (۶۸ اینچ) است. سیستم جعبه‌دندهٔ آن ۵ دنده به دو صورت خودکار و دستی است. طراحی این خودرو به پژو ۵۰۴ شباهت بسیاری دارد.